# 斯文·法尔曼
斯文·法尔曼（瑞典語：Sven Fahlman，1914年7月11日—2003年6月23日），生于斯德哥尔摩，瑞典男子击剑运动员。他曾代表瑞典参加1952年夏季奥林匹克运动会击剑比赛，获得一枚银牌。